# Сергей Бирюзов
Сергѐй Семьонович Бирюзо̀в (на руски: Сергѐй Семёнович Бирюзо̀в) е съветски военачалник, маршал на СССР (1955 г.), началник на Генералния щаб на Въоръжените сили на Съветския съюз (1963 – 1964).

## Биография
Роден е на 21 август (8 август стар стил) 1904 г. в Скопин, Рязанска губерния. В РККА постъпва през 1922 г. Член на КПСС от 1926 г. Завършва Военната академия „М. В. Фрунзе“ с диплома I степен през 1937 г. Началник-щаб на стрелкова дивизия (октомври 1937 г. – април 1938 г.), началник на отдел в щаба на Харковския военен окръг (до август 1939 г.). След това е назначен за командир на 132-ра стрелкова дивизия. На 4 юни 1940 г. му е присвоено званието генерал-майор.

### Втора световна война
По време на Втората световна война Бирюзов е командир на дивизия (до април 1942 г.) и началник-щаб на войските на Брянския фронт (до ноември 1942 г.). В течение на първата година на войната е раняван пет пъти, два от тях – тежко.
От ноември 1942 г. до април 1943 г. е началник-щаб на 2-ра гвардейска армия на Сталинградския (впоследствие преименуван на Южен фронт). До края на войната е началник-щаб на 4-ти Украински фронт (преименуван от Южен), който е командван от Фьодор Толбухин. Основните сражения на генерал Бирюзов са: Донбаската операция, освобождението на Крим, Яш-Кишиневската операция, освобождението на Белград. От октомври 1944 г. е командир на 37-а армия (до май 1946 г.) и главен военен съветник на българската армия. Обявен за почетен гражданин на София. Завършва войната със звание генерал-полковник.

### След войната
След май 1946 г. Сергей Семьонович заема постовете заместник-главнокомандващ на Сухопътните войски по боевата подготовка (кратковременно, само до юни), заместник-главнокомандващ на Южната група войски, командир на 10-а механизирана армия (до юни 1947 г.) и главнокомандващ на войските на Приморски военен окръг (до май 1953 г.).
От 1953 г. е армейски генерал, а после – главнокомандващ на Централната група войски (Чехословакия, 1953 – 1954), пръв заместник на главнокомандващия войските за ПВО (1954 – 1955). На 11 март 1955 г. е повишен в маршал на Съветския съюз.
По-късно Бирюзов оглавява ПВО, едновременно явявайки се заместник-министър на отбраната на СССР (1955 – 1962). На 1 февруари 1958 г. му е присвоено званието „Герой на Съветския съюз“. От 1956 г. е кандидат, а от 1961 г. – член на ЦК на КПСС. През април 1962 г. е назначен на поста главнокомандващ на РВСН (ракетните войски със стратегическо предназначение – на руски: ракетных войск стратегического назначения). През март 1963 г. Бирюзов получава назначение на длъжността началник на Генералния щаб на Въоръжените сили на СССР и е повишен в първи заместник-министър на отбраната.
На 19 октомври 1964 г. маршал Бирюзов загива в авиационна катастрофа близо до Белград, на хълма Авала. Йосип Броз Тито награждава посмъртно маршала с ордена „Народен герой на Югославия“. Прахът на Сергей Семьонович Бирюзов се съхранява в урна в Кремълския некропол на Червен площад в Москва.

## Награди
- Медал Златна звезда на Герой на Съветския съюз № 10828 (1 февруари 1958)
- Пет ордена „Ленин“ (27 март 1942, 6 ноември 1947, 20 август 1954, 1 февруари 1958 и 20 август 1964 г.)
- Три ордена „Червено знаме“ (13 септември и 3 ноември 1944 г. и 20 април 1953 г.)
- Орден „Суворов“ I степен (16 май 1944 г.)
- Орден „Суворов“ II степен (31 март 1943 г.)
- Орден „Кутузов“ I степен (17 март 1943 г.)
- Орден „Богдан Хмелницки“ I степен (19 март 1944 г.)
- Орден „Народен герой на Югославия“ (октомври 1964 г., посмъртно; Югославия)
- Съветски медали и чуждестранни ордени

## Памет
- През 1965 г. за отзнаменуване на 20-годишнината от победата на СССР над фашистка Германия улица в Москва е преименувана в „Маршал Бирюзов“. На нея също така днес има издигнат обелиск.
- В чест на Сергей Бирюзов са наименувани улици в Минск, Рязан, Новоросийск, Тюмен, Полтава, Донецк, Судак, Севастопол, Саратов, Караганда и Одинцово.
- В град Скопин са поставени негов бюст и паметна плоча.
- От края на 1960-те до април 2003 г. неговото име носи и днешната улица „Стара Космажка“ в Белград.
- На мястото на катастрофата на хълма Авала край Белград е издигнат монумент на съветските ветерани.
- През юли 1966 г. от стапелите на корабостроителницата „Brodosplit“ в Хърватия (СФРЮ) е спуснат танкерът „Maršal Birjuzov“ (20 800 тона), изготвен по поръчка на външноикономическото обединение „Судоимпорт“ (СССР).

## Съчинения
- ((ru)) Бирюзов С.С. Когда гремели пушки. Москва.: Воениздат, 1961 г.
- Бирюзов С.С. Советский солдат на Балканах. Москва.: Воениздат, 1963 г.
- Бирюзов С.С. Суровые годы. 1941 – 1945. Москва. 1966 г.

|  | Тази страница частично или изцяло представлява превод на страницата „Бирюзов, Сергей Семёнович“ в Уикипедия на руски. Оригиналният текст, както и този превод, са защитени от Лиценза „Криейтив Комънс – Признание – Споделяне на споделеното“, а за съдържание, създадено преди юни 2009 година – от Лиценза за свободна документация на ГНУ. Прегледайте историята на редакциите на оригиналната страница, както и на преводната страница, за да видите списъка на съавторите. ВАЖНО: Този шаблон се отнася единствено до авторските права върху съдържанието на статията. Добавянето му не отменя изискването да се посочват конкретни източници на твърденията, които да бъдат благонадеждни. |